# Trismegistia strangei
Trismegistia strangei är en bladmossart som beskrevs av Brotherus 1908. Trismegistia strangei ingår i släktet Trismegistia och familjen Sematophyllaceae. Inga underarter finns listade i Catalogue of Life.